# Malhi
 (février 2024).
Si vous disposez d'ouvrages ou d'articles de référence ou si vous connaissez des sites web de qualité traitant du thème abordé ici, merci de compléter l'article en donnant les références utiles à sa vérifiabilité et en les liant à la section « Notes et références ».
Malhi est un nom de famille répandu en Asie et en Europe de l'Est et se trouve aussi en Afrique. Il peut aussi être utilisé comme prénom.
Une recherche[Laquelle ?] a permis de remonter aux origines de ce nom, très différentes selon l'endroit. En Europe, ce nom est issu de la Bible (Exode : Voici, je m'en vais faire mourir ton fils, ton premier-né. 4:24: Or, il arriva que comme Moïse était .... 6:19: Et les enfants de Mérari : Malhi et Musci...)
Certaines autres origines viennent de Malihian ou Malhian, répandues en Arménie, Géorgie, Azerbaïdjan.
On le retrouve aussi au Maghreb sous les formes de Maleh, Malhe, Al Maleh, qui signifient le bien, le bon.
Une autre forme signifiant le salé venant de Melh qui veut dire sel en arabe.
Enfin, toujours au Maghreb, les quartiers juifs s'appelant Le Mellah peuvent avoir décliné ce nom.

## Pays où l'on trouve ce nom
- Israël : Malhi
- Arab : Al Malhi
- États-Unis : Mally, Maly
- Allemagne : Malhien